# Phyllis Reynolds Naylor
 (juin 2019).
Si vous disposez d'ouvrages ou d'articles de référence ou si vous connaissez des sites web de qualité traitant du thème abordé ici, merci de compléter l'article en donnant les références utiles à sa vérifiabilité et en les liant à la section « Notes et références ».
Pour les articles homonymes, voir Reynolds et Naylor.
Phyllis Reynolds Naylor (4 janvier 1933 à Anderson dans l'Indiana) est une écrivaine américaine connue pour sa trilogie de livres pour enfant : Shiloh, Shiloh Season et Saving Shiloh qui ont tous été adaptés en film Shaïlo en 1996, Les Nouvelles aventures de Shaïlo : L'Amitié retrouvée en 1999 et Saving Shiloh en 2006.
Elle utilise occasionnellement les pseudonymes suivants : P.R. Tedesco, Dean Reynolds, et Deanne Reynolds.

## Œuvres traduites en français
- Phyllis Reynolds Naylor (1994). C'est mon chien, Flammarion (Paris) : 190 p.